# پیچ رکابی
پیچ رکابی گونه‌ای پیچ به شکل حرف لاتین U است که دارای رزوه در دو سر خود می‌باشد.